# Traktat w Brétigny

Postanowienia traktatu w Brétigny. Na różowo zaznaczono nabytki angielskie

Traktat w Brétigny – traktat podpisany w 1360 między Anglią i Francją, w czasie wojny stuletniej. Jego celem było ustalenie warunków uwolnienia króla francuskiego Jana Dobrego, który dostał się do niewoli w bitwie pod Poitiers, oraz prawne usankcjonowanie ziemskich nabytków angielskich zdobytych w czasie dotychczasowych działań wojennych.
Po dostaniu się do niewoli angielskiej Jan II nie ustawał w staraniach na rzecz ustalenia warunków swojego uwolnienia. Pierwsza wersja traktatu, który miał regulować tę kwestię, powstała w marcu 1359 w Londynie (traktat w Londynie). Jego warunki odrzuciły jednak francuskie Stany Generalne zwołane w maju 1359, wbrew woli uwięzionego króla, który dokument podpisał. Ponieważ wojska angielskie zaczęły ponosić klęski w walkach z wojskami sprawującego we Francji rządy regencyjne delfina Karola, król angielski Edward III był zmuszony złagodzić stawiane przez siebie warunki.
W maju 1360 w Brétigny ustalona została nowa treść traktatu, która została przyjęta przez obie strony. Francja miała zapłacić 3 mln w złocie za uwolnienie Jana II, potwierdzić zajęcie przez Anglików Calais i Gujenny, uzupełnionych o Gaskonię, Périgord, Poitou, Limousin i Rouergue (tzw. obszar wielkiej Akwitanii). Edward III rezygnował z pretensji do tronu francuskiego, natomiast królowie Francji zrzekali się zwierzchności lennej nad władcami Anglii w odniesieniu do wymienionych terytoriów.
Podpisanie traktatu nie oznaczało opuszczenia terytorium Francji przez najemników angielskich, którzy nadal pustoszyli kraj; ponadto ludność obszarów wymienionych w traktacie protestowała przeciwko planowanej zmianie granic państwowych. Do wzrostu niezadowolenia przyczyniło się również podniesienie podatków, które miały pokryć okup za króla. Gwarantem wykonania postanowień pokoju był jego syn Ludwik, również jeniec angielski. W 1364 uciekł on jednak z niewoli, co skłoniło króla Francji do dobrowolnego powrotu do Anglii, co uważał za wymóg rycerskiego honoru.